# Литвинов, Евгений Данилович
Евге́ний Дани́лович Литви́нов (7 октября 1931 — не ранее 2002 и не позднее 2004) — советский футболист, защитник.
В 1954 году играл в классе «Б» за ДОФ (Севастополь). В 1955 году в классе «А» провёл 14 игр за «Трудовые резервы» Ленинград, был в составе команды в 1956—1957 годах, в составе «Динамо» Ленинград — в 1960—1961 годах; данные об играх за этот период неизвестны.
Тренировал клуб «Светлана». Сын Вадим был в составе «Светланы» в 1974 году.
Скончался период 2002—2004 годов.